# Sara Rus

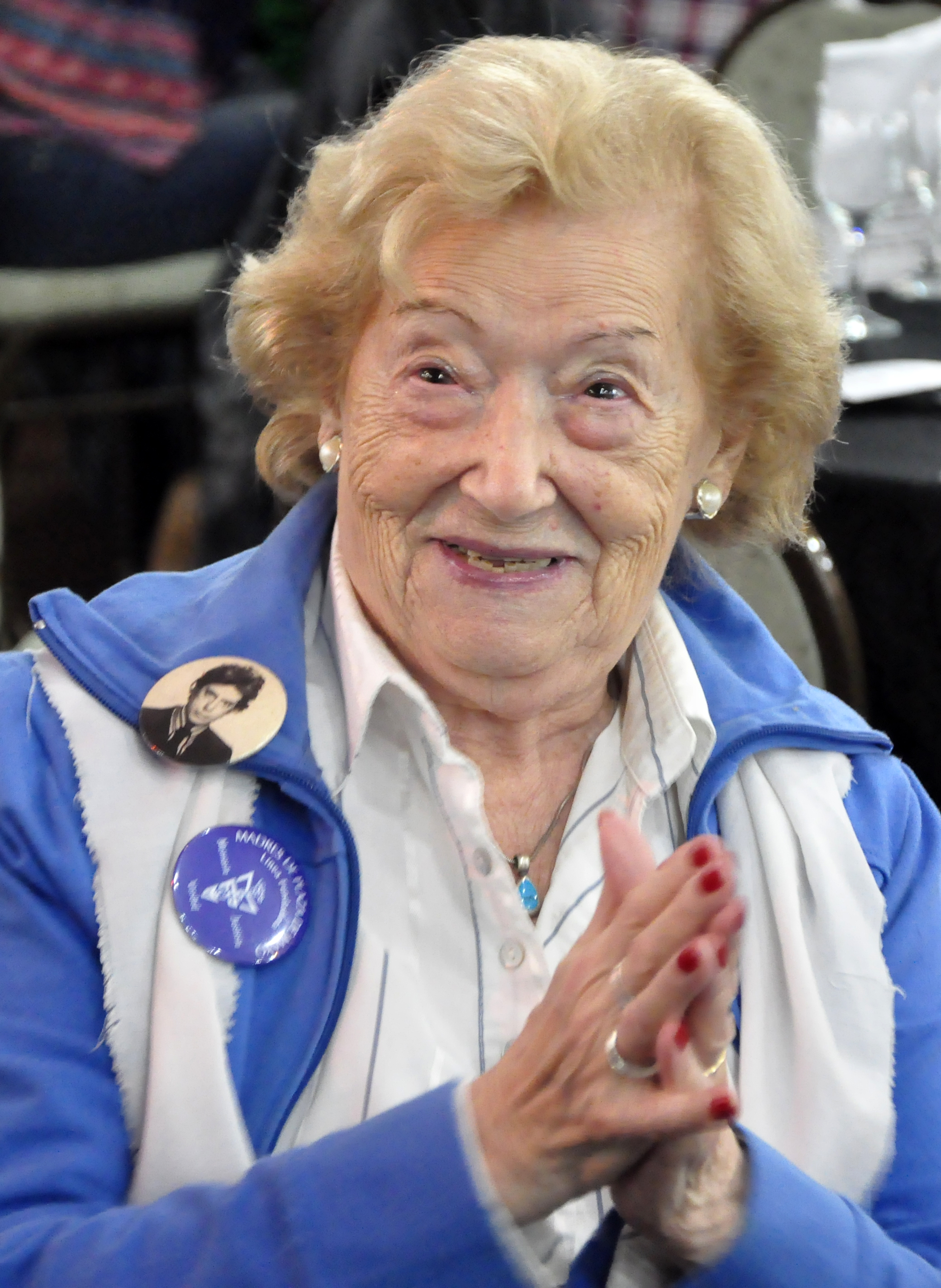
Sara Rus

Sara Rus (geboren am 25. Januar 1927 in Łódź, Polen, gestorben am 24. Januar 2024 in Buenos Aires) war eine polnisch-argentinische Holocaustüberlebende, Zeitzeugin und eine Menschenrechtsaktivistin bei den Müttern der Plaza de Mayo.

## Leben und Wirken
Sara Rus wurde als Scheijne Miriam Laskier in Łódź in einer bürgerlichen Familie geboren. Ihr Vater Jakob Laskier war Schneider und Rabbiner. Sie lernte Deutsch, spielte Violine, die Familie unternahm in der Freizeit Fahrradtouren, man ging rudern oder reiten. Rus beschreibt es als eine glückliche Kindheit.
Nach dem Einmarsch deutscher Truppen in Polen 1939 wurde die Familie ins Ghetto Litzmannstadt deportiert, wo zwei im Ghetto geborene Geschwister starben, das eine an Unterernährung, das andere wurde von den Nazis ermordet. Sie selbst musste als Dreizehnjährige zunächst als Näherin arbeiten, bevor sie mit sechzehn Jahren zur Zwangsarbeit in einer Hutfabrik eingeteilt wurde. Ihre Mutter erkrankte an Typhus, überlebte aber die Erkrankung. Im Ghetto lernte sie auch ihren späteren Ehemann, Benno (spanisch Bernardo) Rus kennen. 1944 erfolgte die Deportation ins Konzentrationslager Auschwitz, wo ihr Vater in den Gaskammern ermordet wurde.
Sara und ihrer Mutter gelang es dank der Deutschkenntnisse des Mädchens, der Gaskammer zu entkommen. Nach Auschwitz kamen Mutter und Tochter zur Zwangsarbeit ins Außenlager KZ Flossenbürg, wo beide in einer Flugzeugfabrik arbeiten mussten. Nach Angriffen der Alliierten wurden die Insassen auf einen Todesmarsch zum KZ Mauthausen geschickt, den ihre Mutter nur überlebte, weil Sara sie auf dem Marsch trug. Als die Alliierten das Lager am 5. Mai 1945 befreiten, wog Sara nur noch 27 Kilo.
Sie kam mit ihrer Mutter für zwei Jahre in ein Flüchtlingslager nach Berlin-Wittenau. Durch einen Brief ihres Partners Benno Rus erfuhr sie, dass dieser den Holocaust ebenfalls überlebt hatte. Das Paar heiratete später.

## Emigration nach Argentinien
Bereits während ihrer Zeit im Ghetto hatten sich Sara und Benno zur Emigration nach Buenos Aires verabredet. Auf einer abenteuerlichen Route gelang es Sara, Benno und ihrer Mutter über Paraguay und über einen Grenzfluss die Stadt Clorinda in Argentinien zu erreichen, wo die drei als illegale Einwanderer mit einhundert anderen Juden zunächst ins Gefängnis mussten.
Bernardo Rus schrieb einen Brief an Argentiniens Präsidentengattin Evita Perón, von der er gehört hatte, dass sie für ihre Humanität bekannt war. Alle drei erhielten auf Anweisung Peróns das unbegrenzte Visum für Argentinien und Buenos Aires, das die neue Heimat der Familie wurde.
Sie und ihr Mann waren Mitbegründer der Organisation Sherit Hapleitá, die die Überlebenden des Holocausts in Argentinien betreute.

## Engagement bei den Madres de Plaza de Mayo
Ihr Sohn Daniel Lazario Rus wurde 1950 geboren und galt schon als Kind als sehr begabt. Er studierte Nuklearphysik und promovierte an der Universität von Buenos Aires und arbeitete am Nationalen Institut für Atomenergie. Nachdem sich 1976 in Argentinien eine Militärdiktatur etabliert hatte, verschwand Daniel mit weiteren Kollegen des Instituts am 15. Juli 1977 spurlos. Sein Schicksal ist bis heute ungeklärt.
Bernardo Rus versuchte durch diverse Briefe, etwas über das Verschwinden seines Sohnes zu erfahren oder Hilfe aus dem Ausland zu erhalten. So schrieb er Diktator Jorge Videla, bekam aber keine Antwort. Auch schrieb er an den US-Botschafter in Argentinien, die Vereinten Nationen und den damaligen Bundesaußenminister Hans-Dietrich Genscher. Alle Briefe blieben unbeantwortet.
Das Verschwinden Daniels brachte Sara dazu, sich den Madres de Plaza de Mayo anzuschließen, Müttern, die einmal pro Woche gegen die Diktatur demonstrierten, um auf das Verschwinden ihrer Kinder aufmerksam zu machen. Sie wurde als Terroristenmutter bezeichnet und bedroht.
1984 starb ihr Mann an den Folgen einer Lungenkrebserkrankung.
Nach Ende der Militärdiktatur besuchte sie Schulen und Hochschulen, um vor den Gefahren von Antisemitismus und Faschismus auch in Argentinien zu warnen.
2005 wurde durch die Holocaustüberlebenden Argentiniens ein Gedenken an Daniel organisiert, 2009 ein weiteres durch seine ehemalige Hochschule. 
2007 erschien ihre Biographie Zweimal Überleben – von Auschwitz zu den Müttern der Plaza de Mayo. Die Geschichte der Sara Rus (Mandelbaum Verlag Wien), zunächst auf Spanisch, 2010 wurde sie ins Deutsche übersetzt. Sara Rus sprach neben Deutsch auch fließend Spanisch und Polnisch.
Im Jahr 2008 wurde sie durch die Präsidentin Cristina Fernández de Kirchner mit dem Menschenrechtspreis Premio Azucena Villaflor ausgezeichnet.
2010 wurde sie zur Ehrenbürgerin (ciudadana ilustre) von Mar del Plata und von Buenos Aires ernannt. Noch im Alter von über 90 Jahren hielt sie Vorträge zu Menschenrechtsthemen.
Sie hatte mehrere Enkel und Urenkel und lebte bis zuletzt in Buenos Aires, wo sie am 24. Januar 2024 starb. Sara Rus wurde fast 97 Jahre alt.